# Рощупкин, Иван Фролович
Рощупкин Иван Фролович (17 октября 1919, село Плеханово, Воронежской области — 2 мая 1943) — лётчик-истребитель, участник Великой Отечественной войны.

## Биография
Иван Рощупкин родился 17 октября 1919 года в селе Плеханово, Воронежской области Грязинского района. После получения общего среднего образования, окончил школу фабрично-заводского ученичества. В ряды РККА вступил в 1939 году, получил военное образование во 2-й Борисоглебской Краснознамённой военной авиационной школе лётчиков имени В. П. Чкалова.
Участник Великой Отечественной войны с первого дня. 5 июля 1941 года совершил таран вражеского бомбардировщика во время воздушного боя возле Новгорода. Лётчик 159-го истребительного авиационного полка (2-я смешанная авиационная дивизия, Северный фронт) комсомолец младший лейтенант Рощупкин И. Ф. был представлен к присвоению звания Героя Советского Союза, согласно наградному листу награждён орденом Ленина. Назначен командиром звена. В 1942 году вступил в ряды ВКП(б).
Всего за время военных действий совершил 160 боевых вылетов, из них: 42 воздушных боя, 5 сбитых самолетов врага в личном зачёте и 2 в группе. Не вернулся из боя 5 июля 1943 года. 

## Награды
- Орден Ленина